# 平井照敏
平井 照敏（ひらい しょうびん、1931年（昭和6年）3月31日 - 2003年（平成15年）9月13日）は、日本の俳人・フランス文学者。青山学院女子短期大学名誉教授。本名・てるとし。

## 生涯
東京都生まれ。1954年（昭和29年）東京大学文学部仏文科卒業、同大学院比較文学比較文化修士課程入学。1959年（昭和34年）詩集『エヴァの家族』を刊行、詩人として活動を始め、またフランス詩の研究も行う。青山学院短期大学に勤務しのち教授。2001年（平成13年）青山学院女子短期大学名誉教授。
1965年（昭和40年）ごろから俳句を作りはじめ、加藤楸邨に師事、「寒雷」に入会。寒雷賞受賞、同誌編集長になる。1974年（昭和49年）句集『猫町』を刊行、主宰誌「槇」を創刊する。1989年（平成元年）評論集『かな書きの詩』で俳人協会評論賞を受賞。2002年（平成14年）『蛇笏と楸邨』で山本健吉文学賞評論部門受賞。
2003年（平成15年）9月13日心不全にて逝去。享年72。

## 著書
- エヴァの家族 思潮社 1959（新鋭詩人叢書）
- イヴ・ボンヌフォワ研究 思潮社 1967
- 言語論 詩集 思潮社 1967
- 白の芸術 戦後詩の展開 永田書房 1973
- 沈黙の塔 俳句 永田書房 1974
- 猫町　第一句集、永田書房、1974
- 現代俳句入門 永田書房 1977、「現代の俳句」講談社学術文庫 1993
- 俳句開眼 十七音詩型創造のたのしさ 有斐閣選書 1979、「俳句開眼」講談社学術文庫 1987
- 現代俳句の論理 青土社 1981
- 新俳句入門 思潮社 1982
- 枯野 句集 永田書房 1982
- 有季定型 現代俳句作法 飯塚書店 1982
- 平井照敏集 俳人協会 1983（自註現代俳句シリーズ）
- かな書きの詩 蕪村と現代俳句 明治書院 1987
- 「虚子」入門 永田書房 1988
- 「おくのほそ道」入門 永田書房 1988、「『おくのほそ道』を読む」講談社学術文庫 1995
- 平井照敏 花神社 1995（花神コレクション）
- 平井照敏句集 砂子屋書房 1995（現代俳人文庫）
- 石濤 句集 角川書店 1997
- 夏の雨 句集 ふらんす堂 2001（ふらんす堂現代俳句叢書）
- 蛇笏と楸邨 永田書房 2001
- 平井照敏句集 水原紫苑編 芸林書房 2002（芸林21世紀文庫）

## 共編著
- 愛の詩集 世界の名詩 永田書房 1977
- 女流俳句の世界 鷲谷七菜子共編 有斐閣選書 1979
- 愛の詩集 日本編 河出文庫 1986
- 新歳時記 春、夏、秋、冬、新年 河出文庫 1989-1990、新版1996ほか
- 俳枕 西日本、東日本 河出文庫 1991
- 季寄せ 日本放送出版協会 2001

## 翻訳
- ロートレアモンの世界 ガストン・バシュラール 思潮社 1965
- ボードレールよりシュールレアリスムまで マルセル・レイモン 昭森社 1965
- フローベール全集 第7 初稿感情教育 筑摩書房 1966
- 待つこと忘れること モーリス・ブランショ 思潮社 1966
- フローベール全集 4 聖アントワーヌの誘惑 渡辺一夫共訳 筑摩書房 1966
- フローベール全集 第8 書簡Ⅰ 蓮實重彦共訳 筑摩書房 1967
- 第二の単純性 イヴ・ボンヌフォワ 思潮社 1970
- ピエール・ジャン・ジューブ 思潮社 1971